# Joshua Owusu
Joshua Owusu (ur. 2 października 1948 w Akrze) – ghański lekkoatleta, specjalista skoku w dal i trójskoku, dwukrotny medalista igrzysk Brytyjskiej Wspólnoty Narodów w 1974, olimpijczyk.

## Kariera sportowa
Zajął 4. miejsce w skoku w dal na igrzyskach olimpijskich w 1972 w Monachium z wynikiem 8,01 m. Zwyciężył w tej konkurencji na igrzyskach afrykańskich w 1973 w Lagos.
Zdobył złoty medal w trójskoku, wyprzedzając Mohindera Singha Gilla z Indii i swego kolegę z reprezentacji Ghany Moise Pomaneya, a także brązowy medal w skoku w dal, za Alanem Lerwillem z Anglii i Chrisem Commonsem z Australii, na igrzyskach Brytyjskiej Wspólnoty Narodów w 1974 w Christchurch.

## Rekordy życiowe
Rekordy życiowe Owusu:
- skok w dal – 8,09 m (24 maja 1974, Arkadelphia)
- trójskok – 16,50 m (2 lutego 1974, Christchurch)

## Rodzina
Jego ojciec John Owusu był również lekkoatletą, sprinterem, olimpijczykiem z 1952.